# La Otra Europa con Tsipras
La Otra Europa con Tsipras (L'Altra Europa con Tsipras en italiano) fue una coalición política en Italia creada para las elecciones al parlamento europeo de 2014 en apoyo de Alexis Tsipras, candidato por el grupo confederal de la Izquierda Unitaria Europea - Izquierda Verde Nórdica para presidir la comisión europea. La lista obtuvo el 4,03% de los votos y tres eurodiputados.

## Historia

### Llamamiento
La idea para impulsar una lista política para las europeas que apoyase al candidato de la Izquierda Unitaria Europea - Izquierda Verde Nórdica y presidente de Syriza Alexis Tsipras se puso en marcha el 17 de enero de 2014 a través del llamamiento Europa en la encrucijada, una lista independiente de la sociedad civil, firmado por los intelectuales italianos Andrea Camilleri, Paolo Flores d'Arcais, Luciano Gallino, Marco Revelli, Barbara Spinelli y Guido Viale. El llamamiento fue publicado en Il Manifesto y en Il Fatto Quotidiano.

### Partidos adheridos a la lista
Se adscribieron progresivamente al llamamiento varios partidos políticos de izquierdas, así como personalidades relevantes. Los partidos que se unieron a conformar la lista fueron Izquierda Ecología Libertad, Partido de la Refundación Comunista, Verdes del Tirol del Sur, Acción Civil y Partido Pirata, entre otros. 

### Resultados
La lista obtuvo 1.108.457 votos y el 4.03% del total de votantes, superando la barrera del 4% para conseguir representación, obteniendo 3 eurodiputados: el periodista de La Repubblica Curzio Maltese, la también periodista Barbara Spinelli y el actor Moni Ovadia.

## Programa
Algunas de las promesas que la lista llevó en su programa fueron los siguientes:
- Cambio de tratados económicos en Europa que tuvieron lugar a partir del Tratado de Maastricht.
- Eliminación del pacto fiscal y su sustitución por un pacto social.
- Renegociar la deuda europea.
- Modificación de los artículos 3 y 127 del Tratado de la UE y el Plan Europeo de Empleo
- Mutualización de la deuda.
- Creación de eurobonos de deuda.
- Obligar al Banco Central Europeo que informe al Parlamento Europeo sobre sus acciones.
- Ingresos mínimos garantizados para aquel ciudadano en situación de pobreza o desempleo.
- No construir el tren de Alta Velocidad Turín-Lyon.
- Aumento de las pensiones mínimas.
- Igualdad en el acceso al matrimonio, la adopción y la paternidad , independientemente de la orientación sexual.
- Desarme y abandono de la OTAN.